# Roma, Roma, Roma
Singles de Mireille Mathieu
Regen ist schön
(1973) La Paloma ade
(1973)
Roma, Roma, Roma est une chanson de la chanteuse française Mireille Mathieu sorti en Allemagne en 1973 sous le label allemand Ariola.